# AtheOS

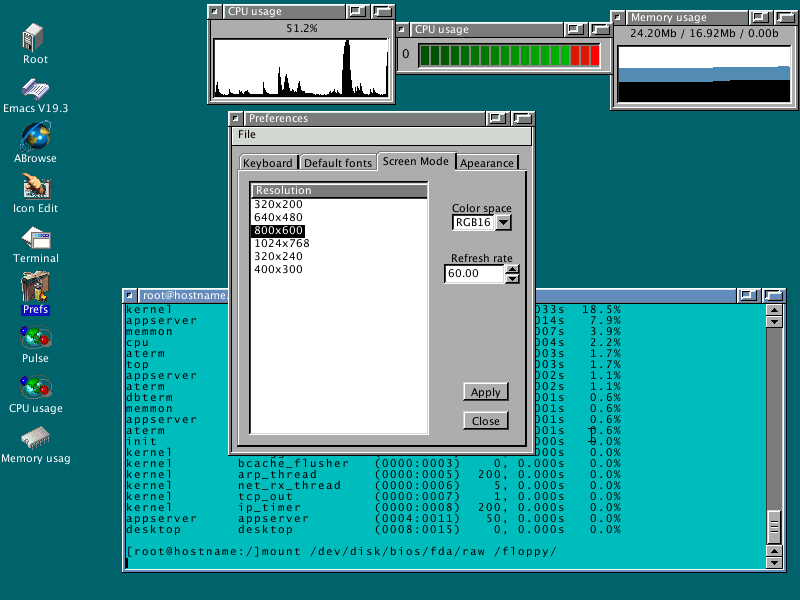

AtheOS är ett Unixliknande operativsystem avsett för x86-datorer, utvecklat av norrmannen Kurt Skauen mellan 1994 och 2001. Projektet är sedermera insomnat, men utgör grunden till Syllable.